# Ultracrépidarianisme

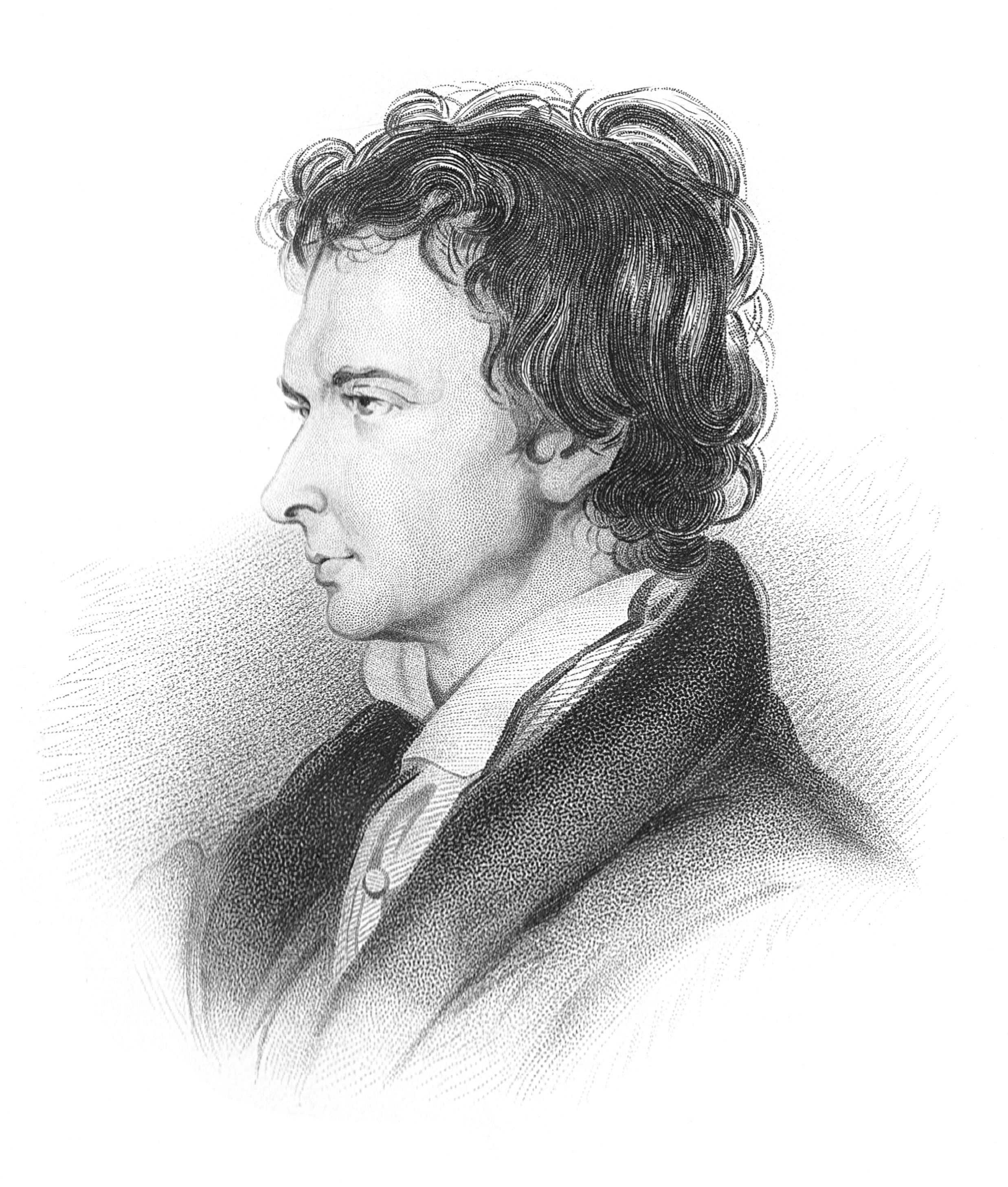
William Hazlitt, l'introducteur en 1819 du mot ultracrépidarianisme dans le lexique anglais.

L’ultracrépidarianisme est un comportement consistant à donner son avis sur des sujets à propos desquels on n’a pas de compétence.

## Étymologie
Le mot ultracrépidarianisme est dérivé de la locution latine « Sutor, ne supra crepidam », qui signifie littéralement « Cordonnier, pas plus haut que la chaussure ! » et qui équivaut à l'expression moderne « À chacun son métier, et les vaches seront bien gardées. » 
Le proverbe a pour origine une anecdote racontée par Pline l'Ancien : un cordonnier, entré dans l’atelier du peintre Apelle pour passer une commande, observe les œuvres du peintre et lui signale une erreur dans la représentation d’une sandale. Le peintre la corrige. Mais, lorsque le cordonnier émet d’autres critiques, le peintre lui répond : « Ne supra crepidam sutor judicaret » (« un cordonnier ne devrait pas émettre de jugement au-delà de la chaussure »),.

## Définition
Le terme anglais ultracrepidarianism est attesté pour la première fois en 1819 dans un texte de l'écrivain William Hazlitt (1778-1830) à propos d'un critique littéraire trop ambitieux. La forme française apparait seulement en 2014.
L'ultracrépidarianisme consiste à s'exprimer hors de son domaine de compétence. D’aucuns considèrent que ce comportement s’explique dans certains cas par un biais cognitif qui conduit les moins qualifiés dans un domaine à surestimer leur niveau de compétence par rapport à ce domaine.  Ce biais, connu sous le nom d'« effet Dunning-Kruger », a été étudié à la fin du XXe siècle par les psychologues américains David Dunning et Justin Kruger. 
L’ultracrépidarianisme peut relever, dans certains cas, de l'utilisation d’un argument d'autorité. Par exemple, la « maladie du Nobel », cas particulier d’ultracrépidarianisme, consiste pour un lauréat du prix Nobel à sortir de son champ réel de compétence, au risque de défendre publiquement des théories infondées, voire pseudo-scientifiques.

## Popularité francophone
En 2019-2020, la notion connaît un regain d'intérêt avec l'apparition de la Covid-19, maladie commentée avec assurance par nombre de non-spécialistes, prodigues en opinions et injonctions. Le physicien et philosophe des sciences Étienne Klein souligne cette tendance dans plusieurs écrits et interviews, la trouvant naturelle mais accrue dans le contexte de la crise sanitaire, à parler de choses qu'on ne connaît pas plutôt que de reconnaître son ignorance devant les médias, souvent en introduisant le propos par la formule : « Je ne suis pas médecin, mais je pense que… ».
Allant plus loin dans la catachrèse, la notion de libertés individuelles évolue, dans l'ultracrépidarianisme, en droit citoyen à réfuter les connaissances scientifiques, techniques et médicales acquises, et à adopter des croyances, des traditions, des attitudes et des manières de vivre différentes au nom de la liberté de conscience et du respect des cultures : la question de l'excision et de l'infibulation est un exemple de ce type de débats.[pertinence contestée]
Le zoologiste Guillaume Lecointre explique par l'anonymat et l'équivalence des contributions sur le Web et les réseaux sociaux, le développement de l'ultracrépidarianisme : à propos de Wikipédia, il estime dans Charlie Hebdo (2004) que « l'identification du signataire fait partie de l'information scientifique, puisqu'elle permet de retourner aux sources pour toute vérification et recoupement » et : « il vaut mieux un mauvais texte signé, plutôt qu'un texte moyen non signé. Les "ultralibéraux" et les "anarchistes" autoproclamés des encyclopédies libres récusent que des intellectuels puissent avoir pour tâche de délivrer gratuitement de la connaissance […] pour laquelle ils ont un haut degré d'expertise. Cela s'appelle les chercheurs payés par l'État ».
En Belgique, « ultracrépidarianisme » est élu « Mot de l'année 2021 » dans le cadre d'un sondage organisé par Le Soir et la RTBF.